# ریوویک
ریوویک (به هلندی: Reeuwijk) یک منطقهٔ مسکونی در هلند است که در بوده‌خرافن-ریوویک واقع شده‌است. ریوویک ۵۰٫۱۱ کیلومتر مربع مساحت و ۱۲٬۶۴۵ نفر جمعیت دارد.